# Vaillantlaan
De Vaillantlaan (Haags: Fiejantlaan) is een 1,5 kilometer lange laan in Den Haag. Zij is vernoemd naar de vroegere Haagse wethouder van financiën en armenwezen mr. Johan Pieter Vaillant. Gebouwd tussen 1896 en 1900 is zij bijna totaal gesloopt tussen 1985 en 1995 en opnieuw gebouwd tussen 1990 en 2009 naar een masterplan van architect Jo Coenen. Zij is nu onderdeel van de Haagse Centrumring. De laan begint bij het Vaillantplein en eindigt op de kruising met de Parallelweg. Die plek wordt in de Haagse volksmond ‘De Put’ genoemd.

## Geschiedenis
Bij station Hollands Spoor werden onder andere de Stationsweg en het Huijgenspark aangelegd en daar verrezen voorname huizen. Het plan om een hele wijk rond de noordkant van het station te bouwen dateert uit 1862. Na de Stationsweg en het Huijgenspark werd het Oranjeplein aangelegd, een groen plein met ook weer voorname huizen. Het moest een buurt met allure worden, gelijk aan de Archipelbuurt. De verkoop van de huizen wilde echter niet vlotten, de gegoede burgers vonden de omgeving te drassig en waren bang om ziek te worden door het vocht. Arbeiders vestigden zich in de straten rond het Oranjeplein. Met de komst van de arbeiders verloor de wijk elke aantrekkingskracht voor de beter gesitueerden waardoor de Schilderswijk een arbeiders- of volksbuurt werd.

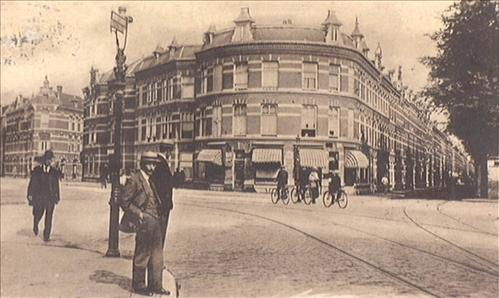
Vaillantlaan, Schilderswijk in 1925. Links de Van der Vennestraat met de tramsporen van lijn 12.

De Vaillantlaan ligt op het Haagse veen in de Schilderswijk, die gebouwd is in een uitgebreid weilandengebied. Gemeentelijke bemoeienis met stadsuitbreiding was in 1860 gering: bijna alles werd aan particulier initiatief overgelaten. De uitbreiding van de stad was in handen van bouwgrondmaatschappijen, samenwerkingsverbanden van kleine beleggers, die maar één doel hadden: zo veel mogelijk goedkoop te realiseren woningen op een zo klein mogelijk oppervlakte bouwen, de zogenaamde revolutiebouw. Straten en wijken waren kopieën van de weilandenstructuur, slootjes werden gedempt en werden straten. Deze structuur leverde een stratenpatroon op dat geen enkel verband met de al bestaande stad had. Ontsluitingswegen waren niet voorzien. De Hoefkade was een van de breedste straten en kreeg zo een enorme hoeveelheid verkeer te verwerken.
Bij de gemeente werd voorgesteld de Hoefkade bij de Rembrandtstraat naar het noorden te buigen om de wijk aan te sluiten op de Loosduinsekade en het Westeinde, maar dit trof bij de speculanten geen gehoor. Omdat de speculanten geen interesse hadden in verkeersontsluiting van de wijk, ging de gemeente zich er toch meer en meer mee bemoeien. Ter vervanging van de binnenstadshavens die nog binnen de Haagse grachtengordel lagen, wilde de gemeente ook nieuwe overslaghavens graven. Deze zouden ten zuiden van het Station Hollands Spoor moeten komen. Via de plaats waar nu de Vaillantlaan loopt zou een waterverbinding met de Zuid Buitensingel worden gegraven. Maar ook deze grond bleek al opgekocht door de Bouwgrondmaatschappijen en het geprojecteerde kanaal werd feitelijk de Gerard Doustraat. (Het kanaal is er uiteindelijk in de jaren 1920 gekomen en is langs de Troelstrakade gerealiseerd.)
De kritiek binnen de gemeenteraad op het particuliere initiatief in de Schilderswijk werd steeds heviger. In 1895 stelde ir. Lindo, de directeur van de Haagse Gemeentewerken, zich te weer tegen de particuliere plannen om vele gelijke straten te bouwen evenwijdig aan de toenmalige Van Ravensteinstraat (nu Suze Robertsonstraat), in de richting van de Parallelweg en de De Heemstraat. Lindo wilde een brede laan vanaf de toen bestaande spoorwegovergang bij de Van Ravensteinstraat naar de nieuwe Laakhavens en noordelijk naar de Zuid Buitensingel. Lindo bereikte met de bouwgrondmaatschappijen in 1896 overeenstemming over deze verkeersweg en daarmee kreeg de Vaillantlaan haar huidige gebogen loop. Enkele straten ná de Van Ravensteinstraat waren namelijk al klaar of in bouw genomen, daarom was de bocht nodig. Rond 1900 was de Schilderswijk volgebouwd en de Vaillantlaan compleet bebouwd. De laan – gemiddeld 25 meter breed – kreeg tussen het Vaillantplein en de Hoefkade een dubbele rij bomen met in het midden een wandelpad. De tram werd aan beide zijden van dat pad aangelegd. Ondanks de veelheid aan eigenaren kenden de speculatiewijken eenheid. De ontwerpers maakten gebruik van steeds dezelfde elementen: het belangrijkste bouwmateriaal was baksteen, en de gevels kregen kroonlijsten en werden voorzien van classicistische elementen als sluitstenen of witte speklagen die aan de Hollandse renaissance herinnerden. Winkels kreeg de laan nauwelijks. Pas later, toen de Schilderwijk haar voltooiing had bereikt, werden sommige benedenwoningen tot winkel omgebouwd. Vanaf 1906 kwam er openbaar vervoer; tramlijn 6 ging vanaf Station HS via Vaillantlaan en Hobbemastraat, Om en Bij en Herderstraat naar het Plein rijden. In 1911 werd lijn 6 ingekort tot de Vaillantlaan, en lijn 12 nam een deel over. Im 1916 ging lijn 6 dwars door de wijk rijden, zoals het nu nog steeds is. In 1969 werd lijn 12 verlegd, en daarmee verdween de tram van de Vaillantlaan.
De verdere verkeersontsluiting bleef een probleem. Zowel bij de spoorwegovergang als bij de zeer smalle voetgangersbrug bij de Zoutkeetssingel waren de enige plekken om de wijk uit te komen echte flessenhalzen. Rond 1900 werd al een verdieping van het laatste deel van de Vaillantlaan voorgesteld om ooit de spoorweg Den Haag – Rotterdam te ondertunnelen. Pas in 1924 werd hiermee begonnen. De spoorweg moest eerst meters worden verhoogd en het einde van Vaillantlaan meters verdiept. Aan weerskanten van de verdieping werd, om de huizen bereikbaar te houden, een smalle straat op oorspronkelijk hoogte aangelegd. Deze oplossing resulteerde in een smalle doorgang met een zeer donkere ondertunneling. Al heel snel kreeg dit punt de bijnamen ‘de Kuil’ en ‘de Put’. De riolering was zo slecht en het wegpompen van water zo beroerd dat deze plek na iedere zomerse stortbui blank stond. Ook werd de ondertunneling op 3,7 meter gebouwd zodat in latere jaren het vastzitten van vrachtwagens een bekend fenomeen werd. De middenstand op de Vaillantlaan was echter tevreden met de tunnel. Eindelijk ontstond er verkeer en bloeide de belangstelling voor de winkels op. Vanaf 1935 werd ook de brug bij de Zoutkeetssingel gebouwd en werd de Vaillantlaan een echte verkeerslaan die Den Haag-Zuidoost met de westelijke binnenstadswijken verbindt. In 1938 moest daartoe de middenberm voor het toenemende verkeer wijken en werden alle bomen gekapt.

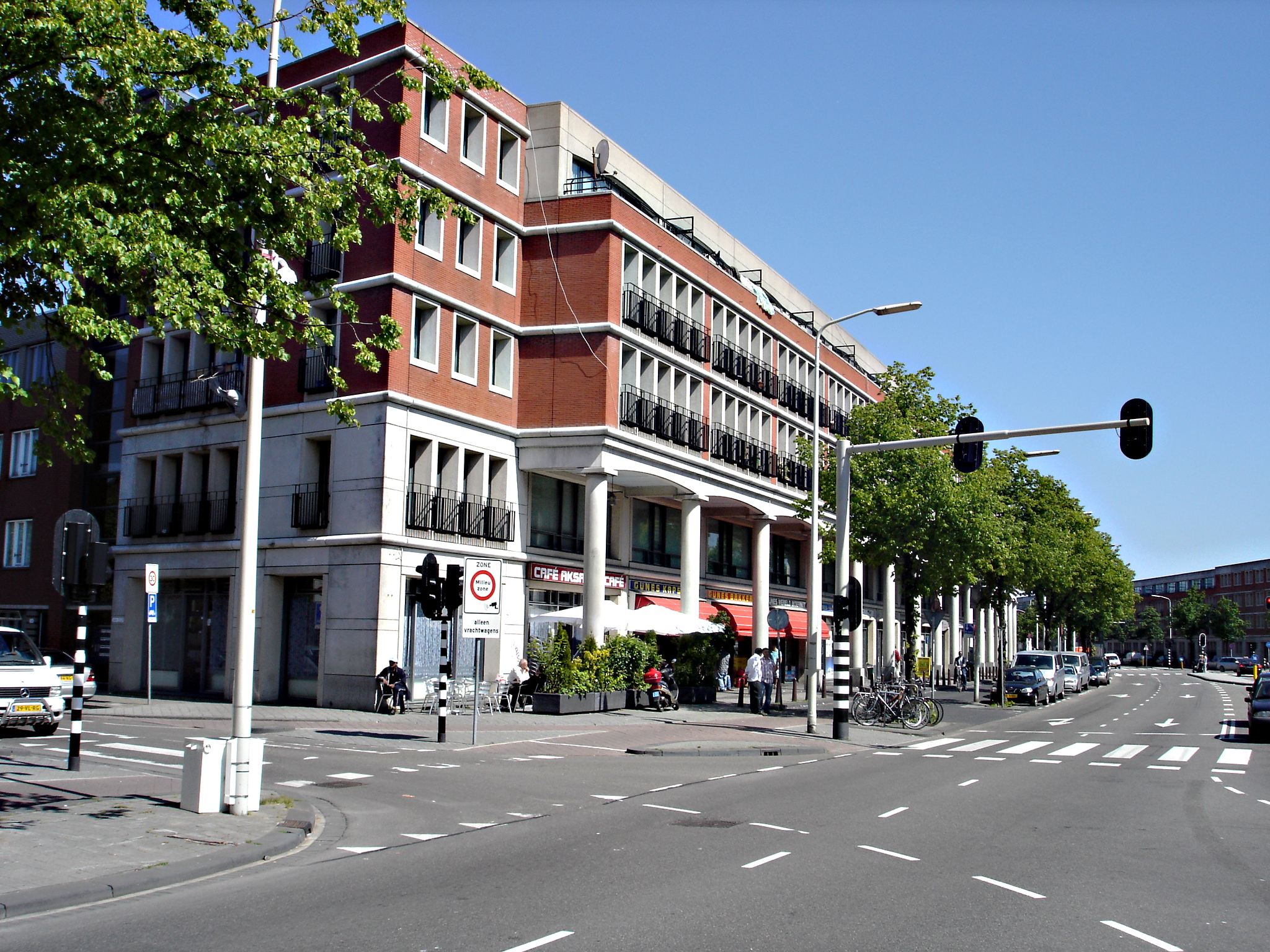
Vaillantlaan. Zogenaamde Stortenbekerboog

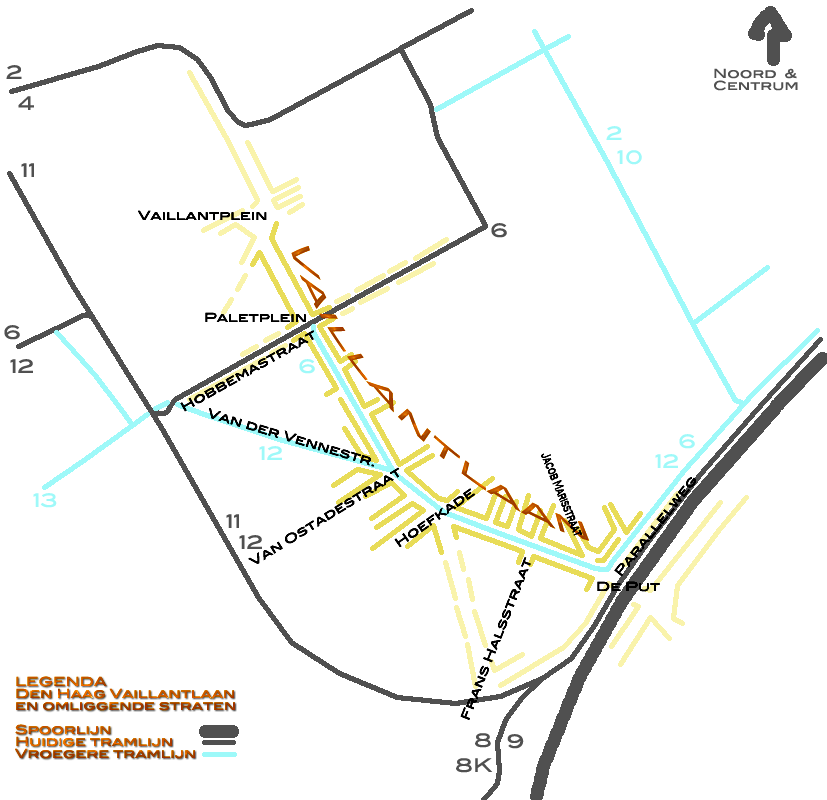
Kaartje van de Vaillantlaan in de context van de Schilderswijk.

#### Openbaar vervoer
Op 12 november 1906 werd tramlijn 6 van de HTM in dienst gesteld op het traject Station Hollands Spoor – Plein via de Parallelweg, Vaillantlaan en Hobbemastraat op 1 mei 1911 gevolgd door lijn 12 (Station HS – Regentesselaan) die bij de Van der Vennestraat de Vaillantlaan verliet om op het Hobbemaplein te komen. Het trajectgedeelte van lijn 12 werd op 6 juli 1969 opgeheven waarbij lijn 12 werd verlegd via de vrije baan van lijn 11. Lijn 6 verliet de route over de Vaillantlaan op 22 september 1916 toen zij over de gehele Hobbemastraat naar het Hobbemaplein en verder naar de Regentesselaan werd verlegd. Daar rijdt zij nog steeds. Buslijnen R en later 27 en 28 verbonden vanaf 1948 over de Vaillantlaan de verbinding met het centrum en de zuidwestelijke nieuwbouwwijken. De invoering van de eerste fase van het Plan Lehner betekende dat beide buslijnen niet meer over de Vaillantlaan werden gevoerd. Eén buslijn van de toenmalige busmaatschappij WSM nam de HTM-lijnen over. Nu is dit lijn 51 van EBS.

## Sanering, sloop, nieuwbouw en daarna
De Schilderswijk werd al in 1954 tot saneringsgebied verklaard. Op dat moment bevolkten 50.000 inwoners de wijk. De aanwijzing leidde een decennialange periode van verval in. Geen enkel initiatief tot opknappen van woningen werd meer genomen. Het duurde tot 1968 voordat de gemeente met een plan kwam waarin stond wat men feitelijk met deze aanwijzing wilde bereiken. Dit plan, ‘Van Grijs naar Groen’, brak totaal met de traditionele opbouw, verkaveling en het stratenpatroon van de wijk. Langwerpige flatgebouwen à la de Bijlmermeer met groene binnenhoven werden de norm. De beoogde bewoners verzetten zich fel tegen deze plannen maar het duurde jaren voordat de gemeente hun wensen erkende. De flats gingen van de baan.
In 1979, na vele inspraakrondes, stelde de gemeenteraad de ‘Structuurschets Schilderswijk’ vast. De schets gaf aan wat gesloopt moest worden, wat eventueel opgeknapt, hoe de verkeersstructuur er uit moest zien en waar buurtparken moesten komen. In de schets werd de Vaillantlaan als ‘minst levensvatbare’ structuur aangeduid: alles moest worden gesloopt, alle winkels moesten verdwijnen. Door de massa en de enorme financiële opgave die het opknappen van de laan betekende werd werkelijke aanpak steeds vooruitgeschoven. Grote delen van de Schilderswijk waren wel gesaneerd en kregen nieuwbouw van sterk wisselende architectonische kwaliteit. Ook werd de nieuwe wijk een lappendeken omdat bijna iedere ontwerper geen rekening hield met het verleden én de ontwerpen van zijn buurman-architect. Funderingsonderzoeken in het midden van de jaren 1980 toonden aan dat de meeste bebouwing aan de Vaillantlaan uiterst slecht was. De Dienst Stadsontwikkeling noemde de laan verder ook ‘karakterloos, gedomineerd door een verkeersfunctie en zonder specifieke bijzondere plekken bij kruisingen’. De boombeplanting was slecht en de versnippering van bedrijven zorgde door de toelevering ervan voor situaties van voortdurend dubbel parkeren. In het ‘Beleidsplan Vaillantlaan’, in 1987 door de gemeenteraad vastgesteld, werd uitgegaan van totale nieuwbouw, en:
- Verhoging van de stedenbouwkundige kwaliteit;
- Versterking van het woonkarakter;
- Aanpak van de onveilige en onoverzichtelijke verkeerssituatie;
- Handhaving van de laan als hoofdverkeersroute;
- Concentratie van bedrijvigheid op de kruispunten met Hobbemastraat en Hoefkade.

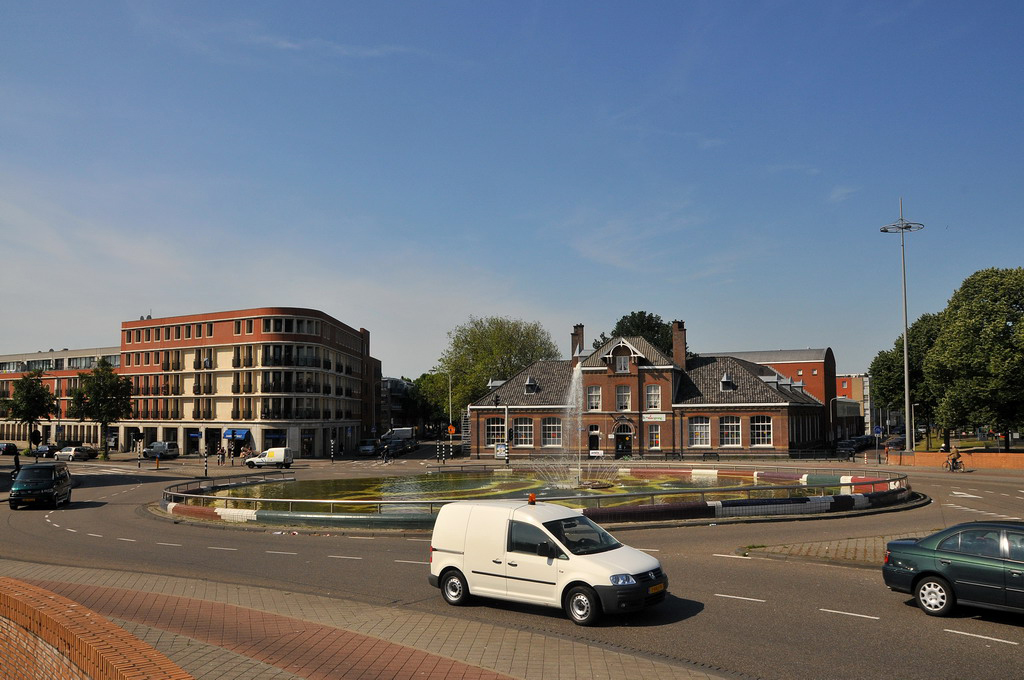
Vaillantplein

Tussen Vaillantplein en Hoefkade moest de laan met 10 meter worden verbreed (tot 32 meter) en ten zuiden daarvan tot De Put met 5 meter (tot 27 meter) omdat daar al nieuwbouw was verrezen. Vrijliggende fietspaden, 2x2 rijstroken, 2x1 parkeerstrook en een uniforme bomenrij moesten de laan completeren. 1110 woningen moesten worden gesloopt waarvoor er 1080 terug moesten komen; 24.500 m² bedrijfsruimte werd afgebroken waarvoor er 8000 terug konden komen. Om het parkeerprobleem op te lossen kregen vele huizen via de achterkanten parkeergarages. Het beleidsplan – dat in zijn totaliteit werd gerealiseerd - besteedde veel aandacht aan het feit dat de nieuwe laan een coherent beeld moest krijgen omdat men van de lappendeken had geleerd ‘dat het zó niet moest’. Voorgesteld werd te komen tot een ‘Stedenbouwkundig Architectonisch Plan’ dat de gewenste coherentie moest opleveren. Dit plan kende uitwerkingsregels en veel ambtelijke taal die concreet vertaald betekende dat de Vaillantlaan één geheel moest worden qua beleving, kwaliteit, hoogte en uitstraling. Daartoe werd een extern ontwerper gesuggereerd.
In 1988 werd prof. ir. Jo Coenen gevraagd dit plan te ontwerpen. Hij werd in staat geacht ‘historisch besef te verbinden met de eisen van de moderne tijd’ en ‘in te passen in het stedelijk weefsel’. Door Coenen werd een houten bouwdoos gemaakt die in het klein de bouwstenen en gevelelementen opleverde waar toekomstige architecten van de laan zich aan moesten houden. Keuze voor kleuren, baksteengebruik, raamhoogtes en daken werden ook door de bouwdoos voorgeschreven. Op de kruising van de Hobbemastraat en de laan werd een groot plein gebouwd: het Paletplein. De bebouwing valt hier iets terug en onderbreekt de standaardhoogte van 4 lagen door 2 etages hoger te zijn. Maar liefst 3700 gevelelementen verzon Coenen voor zijn bouwdoos: zij moesten waarborgen dat de blokken langs de Vaillantlaan zonder precies omschreven regels toch een veelheid in eenheid of eenheid in veelheid werd. Wat ontwerpers vanzelf deden in de negentiende eeuw, toen classicistische stijlmiddelen nog algemeen waren aanvaard, wilde Coenen zijn twintigste-eeuwse collega's zonder een gemeenschappelijke stijl opnieuw laten doen.
Al snel na de voltooiing van de eerste nieuwbouw hingen bewoners schotelantennes op hun balkon. De gemeente bestrijdt dit met allerlei middelen, zij vindt het ontsierend en de bewoners gingen in de koopaktes akkoord met het niet plaatsen van schotels. Vergunningsaanvragen voor het plaatsen van een schotel worden met een beroep op welstandscriteria afgewezen. Bewoners blijven echter antennes ophangen wachten af wat de gemeente onderneemt.
Alle bestaande bomen werden gerooid en in 1993 vervangen door 200, in Oude Pekela gekweekte, halfvolwassen lindebomen. Deze zijn in 2020 nog van beperkte grootte doordat zij in 2007 verkeerd gesnoeid zijn.